# Reha (Vorname)
Reha ist ein türkischer weiblicher und (überwiegend) männlicher Vorname persischer Herkunft mit der Bedeutung „Rettung, Befreiung, Erlösung“ bzw. „von Herzen“.

## Namensträger

### Männlicher Vorname
- Reha Eken (1925–2013), türkischer Fußballspieler, -trainer und -funktionär
- Reha Erginer (* 1970), türkischer Fußballspieler und -trainer
- Reha Kapsal (* 1963), türkischer Fußballspieler und -trainer
- Reha Kurt (* 1989), türkischer Fußballspieler

### Künstlername
- Reha Hinzelmann (* 1942), deutsche Synchronsprecherin